# Johann Adam Schmidt (Mediziner)

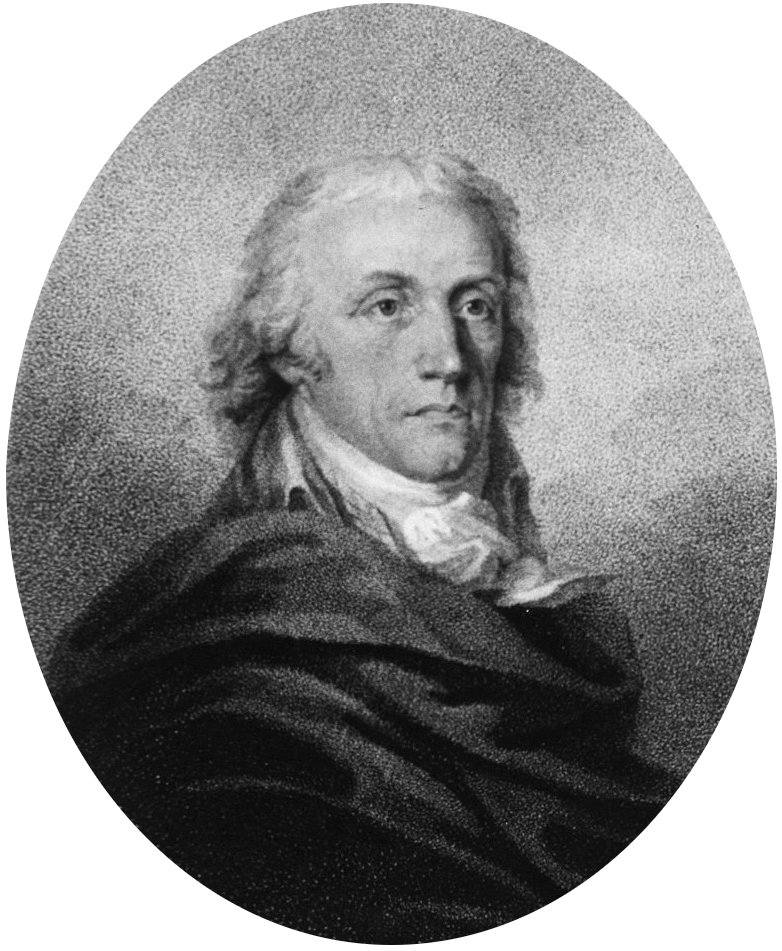
Johann Adam Schmidt, 1801 (Lithographie von Carl Heinrich Rahl nach einer Zeichnung von Joseph Anton Kappeller)

Johann Adam Schmidt (* 12. Oktober 1759 in Aub bei Würzburg; † 19. Februar 1809 in Wien; Pseudonym und Anagramm: J. Madatdimsch) war ein deutscher Chirurg und Augenarzt.

## Leben
Johann Adam Schmidt studierte an der Würzburger Bader- und Chirurgenschule, ging 1778 nach Prag und beteiligte sich als Unterchirurg der bayerischen Armee in einem mährischen Feldlager am Bayerischen Erbfolgekrieg und wurde 1784 durch Johann Alexander von Brambilla, der ihn auch später noch beruflich förderte, zum Oberchirurgen bzw. Oberfeldarzt ernannt. Später setzte er seine Studien unter Joseph Barth (1745–1818) in Wien fort, der ihn zum Augenarzt ausbildete. 1789 promovierte er an der Josephsakademie in Wien, wo er sich 1789 habilitierte und 1795 Ordinarius wurde.
1795 wurde er zum Mitglied der Leopoldina gewählt.
Er publizierte mehrere bahnbrechende medizinische Werke, darunter 1801 Über Nachstaar und Iritis nach Staaroperationen. 1802 gründete er, nachdem die von ihm mit Johann Nepomuk Hunczovsky herausgegebene Bibliothek der neuesten medicinisch-chirurgischen Literatur für die k. k. Feldchirurgen eingegangen war, in Göttingen mit Karl Gustav Himly (1772–1837) die Ophthalmologische Bibliothek, die erste deutschsprachige Zeitschrift zur Augenheilkunde.
Von 1801 bis 1809 war Schmidt der bevorzugte Arzt Beethovens, der ihn insbesondere zur Behandlung seines Gehörleidens konsultierte. 1804/05 widmete ihm Beethoven sein Klaviertrio Es-Dur op. 38, ein Arrangement seines Septetts Es-Dur op. 20.

## Schriften
- Commentarius de nervis lumbalibus eorumque plexu anatomico-pathologicus. Wien 1794.
- Rede zum Andenken des k. k. Rathes und Professors Dr. J. N. Hunczovsky. Gehalten im Hörsale der k. k. medic. chirurg. Josephs-Akademie, als sie in voller Versammlung sein Todtengedächtniß feyerte, Wien: Rötzel 1798 (Digitalisat).
- Über Nachstaar und Iritis nach Staaroperationen, Wien: Camesina, 1801 (Digitalisat).
- Ueber die Wortbegriffe Curiren und Heilen, in: Gesundheits Taschenbuch für das Jahr 1801, Wien 1801, S. 113–135 (Digitalisat).
- Direkte Kuren durch Triplicität, oder: die hellsehende Blondine, in: Gesundheits Taschenbuch für das Jahr 1802, Wien 1802, S. 30–43 (Digitalisat).
- Ophthalmologische Bibliothek. Zeitschrift, hrsg. von K. Himly und J. A. Schmidt. 3 Bände. Jena 1802–1807.
- Beyträge zu den Resultaten der Versuche mit der Salpetersäure bey primitiven und secundären syphil. Krankheitsformen, Wien: Camesina, 1802.
- Über die Krankheiten des Thränenorgans, Wien: Geistinger, 1803 (Digitalisat).
- Prolegomena zur Syphilidoklinik, Wien: Geistinger, 1803 (Digitalisat).
- Handschriftlich hinterlassenes Lehrbuch der Materia medica, hrsg. von Wilhelm Joseph Schmitt, Wien: Kupffer & Wimmer, 1811 (Digitalisat).
- Vorlesungen über die syphilitische Krankheit und ihre Gestalten. Abgedruckt nach dem Manuscripte des Verfassers, Wien: Kupffer & Wimmer, 1812 (Digitalisat).